# Essex (Maryland)
Essex é uma Região censo-designada localizada no estado americano de Maryland, no Condado de Baltimore.

## Demografia
Segundo o censo americano de 2000, a sua população era de 39.078 habitantes.

## Geografia
De acordo com o United States Census Bureau tem uma área de
30,9 km², dos quais 24,7 km² cobertos por terra e 6,2 km² cobertos por água.

## Localidades na vizinhança
O diagrama seguinte representa as localidades num raio de 8 km ao redor de Essex.